# Damien Touzé
Damien Touzé (7 de juliol de 1996) és un ciclista francès, professional des del 2017. Actualment corre a l'equip Decathlon-AG2R La Mondiale Combina la carretera amb la pista.

## Palmarès en ruta
- 2014
  - 1r al Trofeu Louison Bobet
  - Vencedor d'una etapa al Tour de l'Abitibi
- 2015
  - Vencedor d'una etapa al Tour Nivernais Morvan
- 2016
  - 1r al Gran Premi de la Saint-Laurent sub-23
- 2018
  - 1r a la Kreiz Breizh Elites i vencedor d'una etapa
  - Vencedor d'una etapa al Ronda de l'Oise

### Resultats al Giro d'Itàlia
- 2024. 69è de la classificació general

### Resultats a la Volta a Espanya
- 2019. 108è de la classificació general
- 2021. 79è de la classificació general
- 2023. No surt (19a etapa)